# Polychrus femoralis
Espèce
Statut de conservation UICN

 LC  : Préoccupation mineure
Polychrus femoralis est une espèce de sauriens de la famille des Polychrotidae.

## Répartition
Cette espèce se rencontre au Pérou et dans le sud-ouest de l'Équateur.

## Publication originale
- Werner, 1910 : Über neue oder seltene Reptilien des Naturhistorischen Museums in Hamburg. II. Eidechsen. Jahrbuch der hamburgischen Wissenschaftlichen Anstalten, vol. 27, beiheft n. 2, p. 1-46 (texte intégral).